# Ишимцева, Екатерина Владимировна
Екатери́на Влади́мировна Иши́мцева (род. 13 ноября 1977, Иркутск) — российская актриса и поэтесса.

## Биография
В 1999 году окончила в Москве Высшее театральное училище имени М. С. Щепкина (художественный руководитель курса Юрий Соломин). С 2003 года работает актрисой дубляжа Киноконцерна «Мосфильм». В 2016 году окончила Литературный институт имени А. М. Горького, поэтический семинар А. В. Василевского. С 2018 года — член Союза российских писателей. По состоянию на 2023 год работает актрисой в Московском театре «Сфера».

## Поэзия
- «Без маски» — сборник стихов (1998)[2].
- «Слушаю дождь» — сборник стихов (2013)[3].
- «В комбинашке и бусах» — сборник стихов (2017)[4].

### Критика
Критик «Литературной газеты» Сергей Фрязин положительно оценил сборник «В комбинашке и бусах». В частности, он отметил, что 
в книге ощущается влияние таких разных, но интересных и важных фигур в поэзии ХХ и начала XXI века, как Анатолий Кобенков, Юрий Левитанский, Елена Шварц.

## Театр и кино
Екатерина Ишимцева — автор многочисленных ролей на сцене театра «Сфера», а также актриса дубляжа многочисленных зарубежных фильмов.

### Награды и премии
- Диплом общероссийской премии имени Антона Дельвига «За верность Слову и Отечеству» 2015г[5].
- Лауреат Первого международного литературного Тургеневского конкурса «Бежин Луг» номинация «Лучшее стихотворение»[6].
- Лонг-лист премии «Звезда театрала» за роль Френсис в спектакле московского татра «Сфера» «Фиеста» 2017год. Короткий лист IX Международного Славянского литературного форума «Золотой Витязь»[7]